# Jourdanton
Jourdanton ist eine Stadt im US-Bundesstaat Texas in den Vereinigten Staaten und der Verwaltungssitz des Atascosa County. Die Einwohnerzahl wurde für 2019 auf ca. 4400 geschätzt.

## Geschichte
Jourdanton wurde im Jahr 1909 gegründet und nach dem Gründer Jourdan Campbell benannt. Der County Seat wurde 1910 von Pleasanton nach Jourdanton verlegt.

## Demografie
Nach der einer Schätzung von 2019 leben in Jourdanton 4405 Menschen. Die Bevölkerung teilt sich auf in 37,6 % nicht-hispanische Weiße, 0,4 % Afroamerikaner, 0,4 % Sonstige und 3,4 % mit zwei oder mehr Ethnizitäten. Hispanics oder Latinos machten 58,2 % der Bevölkerung aus. Das mittlere Haushaltseinkommen lag bei 50.853 US-Dollar und die Armutsquote lag bei 10,3 % der Bevölkerung.
| Jahr | Einwohner¹ |
| ---- | ---------- |
| 1940 | 950        |
| 1950 | 1481       |
| 1960 | 1504       |
| 1970 | 1841       |
| 1980 | 2743       |
| 1990 | 3220       |
| 2000 | 3732       |
| 2010 | 3871       |

¹ 1940 – 2010: Volkszählungsergebnisse